# Celeste Dalla Porta
Celeste Dalla Porta (Milano, 24 dicembre 1997) è un'attrice italiana.

## Biografia
Nipote del fotografo Ugo Mulas e figlia del contrabbassista jazz Paolino Dalla Porta, nel 2017 si è diplomata al Liceo artistico di Brera. Nel 2019 si trasferisce a Roma, dove si diploma al Centro sperimentale di cinematografia. Mentre era ancora studentessa, nel 2020, ha partecipato alle riprese del film È stata la mano di Dio, in una scena che però è stata tagliata in fase di montaggio.
Nel 2020 ha esordito al cinema nel film Chi ha paura del dottor Kramer diretto da Claudio Bozzatello.
Nel 2021 è tra le protagoniste del videoclip del brano Denti di M.E.R.L.O.T girato a Maratea.
Nel 2022 ha preso parte nella serie di cortometraggi Red Mirror, in cui ha interpretato il ruolo della protagonista Sofia. Nel 2024 è tornata al cinema con Parthenope di Paolo Sorrentino, pellicola in cui ha interpretato il ruolo della protagonista. Nel 2025, per l'interpretazione nel film, ha ricevuto una candidatura come migliore attrice protagonista ai David di Donatello. Nello stesso anno ha preso parte al videoclip del brano Incoscienti giovani di Achille Lauro. Nel mese di aprile la rivista Forbes Italia l'ha inserita tra gli under 30 italiani che avranno maggiore impatto nel futuro per la categoria intrattenimento.

## Filmografia

### Cinema
- Chi ha paura del dottor Kramer?, regia di Claudio Bozzatello (2020)
- Parthenope, regia di Paolo Sorrentino (2024)

### Televisione
- Campari Beyond Passion – miniserie TV (2020)
- Red Mirror, regia di Federico Russotto – serie TV, 6 episodi (2022)

### Cortometraggi
- Next One, regia di Guglielmo Poggi (2020)

### Video musicali
- Incoscienti giovani di Achille Lauro, regia di Gabriele "xPuro" Savino (2025)
- Denti di M.E.R.L.O.T, regia di Matteo Filippo Galvani, Prodotto da Francesco Lauria (2021)

## Riconoscimenti
- David di Donatello
  - 2025 – David Rivelazioni Italiane[15]
  - 2025 – Candidatura alla migliore attrice protagonista per Parthenope[11]
- Forbes Italia
  - 2025 – Inserimento tra gli under 30 italiani di maggiore impatto nel futuro nella categoria "Intrattenimento"[14]